# 5e division d'infanterie bavaroise
Pour les articles homonymes, voir 5e division.
La 5e division d'infanterie bavaroise est une unité de l'armée bavaroise rattachée à l'armée allemande qui combat lors de la Première Guerre mondiale. Au déclenchement du conflit, la 5e division d'infanterie bavaroise forme avec la 6e division d'infanterie bavaroise le IIIe corps d'armée bavarois. La division combat en Lorraine à Morhange, vers Serre et Champenoux puis occupe un secteur dans les Hauts de Meuse. En septembre 1915, elle est engagée dans la bataille de Champagne, puis durant l'été 1916 dans la Somme vers Guinchy. En 1917, elle combat vers Arras puis dans les Flandres avec des pertes importantes.
En 1918, la 5e division d'infanterie bavaroise est engagée dans l'offensive Michael, puis à partir du mois d'août elle combat vers Amiens et participe au repli progressif des troupes allemandes devant la pression des armées alliées. Après la signature de l'armistice, la division est transférée en Allemagne où elle est dissoute au cours de l'année 1919.

## Première Guerre mondiale

### Composition

#### Temps de paix, début 1914
- 9e brigade d'infanterie royale bavaroise (de) (Nuremberg)

14e régiment d’infanterie royal bavarois (de) (Nuremberg)
21e régiment d'infanterie royal bavarois (de) (Fürth), (Sulzbach-Rosenberg)
- 10e brigade d'infanterie royale bavaroise (de) (Bayreuth)

7e régiment d'infanterie royal bavarois (de) (Bayreuth)
19e régiment d'infanterie royal bavarois (de) (Erlangen)
- 5e brigade de cavalerie royale bavaroise (de) (Nuremberg)

1er régiment de chevau-légers royal bavarois (de) (Nuremberg)
6e régiment de chevau-légers royal bavarois (de) (Bayreuth)
- 5e brigade d'artillerie de campagne royale bavaroise (de) (Fürth)

6e régiment d'artillerie de campagne royal bavarois (de) (Fürth)
10e régiment de d'artillerie de campagne royal bavarois (de) (Erlangen)

#### Composition à la mobilisation - 1916
- 9e brigade d'infanterie bavaroise

14e régiment d'infanterie bavarois « Hartmann »
21e régiment d'infanterie bavarois « grand duc Frédéric François IV de Mecklenburg-Schwerin »
- 10e brigade d'infanterie bavaroise

7e régiment d'infanterie bavarois « prince Léopold »
19e régiment d'infanterie bavarois « roi Victor Emmanuel III d'Italie »
- 5e brigade d'artillerie de campagne bavaroise

6e régiment d'artillerie de campagne bavarois « prince Ferdinand de Bourbon, duc de Calabre »
10e régiment de d'artillerie de campagne bavarois
- 2e bataillon de réserve de jäger
- 7e régiment de chevau-légers royal bavarois (de)
- 1re et 3e compagnies du 3e bataillon de pionniers

#### 1917
- 10e brigade d'infanterie bavaroise

7e régiment d'infanterie bavarois « prince Léopold »
19e régiment d'infanterie bavarois « roi Victor Emmanuel III d'Italie »
21e régiment d'infanterie bavarois « grand duc Frédéric François IV de Mecklenburg-Schwerin »
- 4 escadrons du 2e régiment de chevau-légers bavarois
- 5e commandant divisionnaire d'artillerie bavarois

6e régiment d'artillerie de campagne bavarois « prince Ferdinand de Bourbon, duc de Calabre »
- 5e bataillon de pionniers bavarois

#### 1918
- 10e brigade d'infanterie bavaroise

7e régiment d'infanterie bavarois « prince Léopold »
19e régiment d'infanterie bavarois « roi Victor Emmanuel III d'Italie »
21e régiment d'infanterie bavarois « grand duc Frédéric François IV de Mecklenburg-Schwerin »
- 4 escadrons du 2e régiment de chevau-légers bavarois
- 5e commandant divisionnaire d'artillerie bavarois

6e régiment d'artillerie de campagne bavarois « prince Ferdinand de Bourbon, duc de Calabre »
10e bataillon d'artillerie à pied bavarois (état-major, 9e, 10e et 11e batteries)
- 3e bataillon de pionniers bavarois

### Historique
Au déclenchement de la Première Guerre mondiale, la 5e division d'infanterie bavaroise forme avec la 6e division d'infanterie bavaroise le IIIe corps d'armée bavarois rattaché à la VIe armée allemande.

#### 1914
- 9 - 19 août : débarquement des troupes dans la région de Boulay-Moselle et de Courcelles-sur-Nied. À partir du 11 août, préparation de positions défensives.
- 20 - 22 août : engagée dans la bataille de Morhange à la droite du IIe corps d'armée bavarois. Combats vers Oron, Lucy et Frémery. Poursuite des troupes françaises, franchissement de la frontière[2].
- 23 août - 26 août : engagée dans la bataille de la trouée de Charmes, combats vers Serres et Hoéville où l'avance de la division est bloquée et vers le bois d'Einville-au-Jard.
- 26 août - 13 septembre : après quelques jours de réorganisation, la division est engagée dans la bataille du Grand-Couronné formant l'aile gauche de l'armée et attaquant dans la région de Champenoux[2]. Repli en direction de Metz à partir du 12 septembre.
- 14 septembre 1914 - 6 octobre 1915 : mouvement vers Mars-la-Tour, puis à partir du 19 septembre progression vers les cotes de Meuse.

20 septembre : prise de Nonsard-Lamarche.
21 septembre : prise de Heudicourt-sous-les-Côtes. Mouvement à partir du 25 septembre vers la forêt d'Apremont. Organisation défensive et occupation d'un secteur du front dans cette zone.

#### 1915
- 6 octobre - 13 novembre : retrait du front, transport par V.F. par Audun-le-Roman, Longuyon et Sedan, relève sur le front de Champagne de la 16e division de réserve[3]. Engagée dans la bataille de Champagne, combats au sud de Tahure vers La Courtine. À partir du 4 novembre, organisation et occupation des nouvelles positions.
- 13 novembre - 5 décembre : retrait du front ; repos et mise en réserve de la IIIe armée allemande.
- 5 décembre 1915 - juillet 1916 : mouvement par V.F. vers la Lorraine et occupation d'un secteur du front à l'est de Saint-Mihiel.

#### 1916
- juillet - 31 août : retrait du front, transport par V.F. en Artois. Occupation d'un secteur du front dans la région de Lens et de Vimy.
- 1er - 6 septembre : mise en réserve du groupe d'armée du Kronprinz Rupprecht.
- 7 - 20 septembre : engagée dans la bataille de la Somme dans le secteur du bois Delville de Ginchy. Combats violents autour de Ginchy[3].
- 20 septembre 1916 - 2 avril 1917 : retrait du front, mouvement vers le Nord. Occupation d'un secteur du front vers Neuve-Chapelle au sud de la route d'Armentières. Au cours du mois de février, le 14e régiment d'infanterie bavarois est transféré à la 16e division d'infanterie bavaroise nouvellement créée[3].

#### 1917
- 2 avril - 30 mai : engagée dans la bataille d'Arras au nord de la ville.

7 mai : combats violents à Fresnoy-en-Gohelle.
- 31 mai - 1er juillet : occupation d'un secteur vers Oppy et Gavrelle.

28 juin : combats violents vers Gravelle.
- 2 juillet - 6 août : retrait du front, mouvement vers la frontière entre la Belgique et la Hollande ; repos et instruction au camp de Brasschaat. En réserve de l'OHL.
- 7 - 10 août : transport par V.F. par Lokeren, Gand, Thielt et Pittem pour atteindre Roulers.
- 10 - 24 août : engagée dans la bataille de Passchendaele au sud de Saint-Julien à l'est d'Ypres. Les pertes sont très lourdes dans les combats à partir du 15 août[2].
- 24 août - 8 septembre : retrait du front ; repos.
- 8 septembre 1917 - 13 février 1918 : en ligne dans le secteur calme de Deûlémont le long de la Lys.

#### 1918
- 13 février - 17 mars : retrait du front, mouvement vers Tourcoing ; repos et instruction, mise en réserve de l'OHL.
- 17 - 20 mars : mouvement vers Roubaix, puis transport par V.F. vers Fressies au nord de Cambrai, puis mouvement vers le front.
- 21 mars - 4 avril : engagée à partir du 22 mars dans l'offensive Michael à l'est de Cambrai dans la région de Vaulx-Vraucourt.
- 4 - 11 avril : placée en seconde ligne dans le secteur de Sapignies.
- 11 avril - 6 mai : occupation d'un secteur du front dans la région de Boyelles, puis relevée le 6 mai par la 111e division d'infanterie[2].
- 6 - 24 mai : retrait du front, entrainement dans la région de Somain. À partir du 22 mai, transport par camions par Cantin et Palluel vers Écourt-Saint-Quentin, puis le 23 mai mouvement vers Bullecourt.
- 25 mai - 15 juillet : occupation d'un secteur du front dans la région de Boyelles. Le 15 juillet, la division est relevée par la 21e division de réserve[2].
- 15 juillet - 10 août : retrait du front, repos à l'est d'Arras.
- 10 août - 24 septembre : engagée dans la bataille d'Amiens, combat dans la région de Lihons. Puis repli et occupation d'un secteur du front au sud de Péronne.
- 24 - 30 septembre : retrait du front, repos dans la région du Cateau.
- 30 septembre - 12 octobre : engagée dans le secteur de Rumilly, combats très violents avec de fortes pertes.
- 12 - 25 octobre : retrait du front, repos dans la région de Valenciennes.
- 25 octobre - 11 novembre : en ligne dans le secteur de Ramegnies-Chin, puis le 9 novembre dans la région de Mourcourt. Après la signature de l'armistice, la division est rapatriée en Allemagne où elle est dissoute au cours de l'année 1919.

## Chefs de corps
| Grade           | Nom                                      | Date                             |
| --------------- | ---------------------------------------- | -------------------------------- |
| Generalleutnant | Emil von Xylander (de)                   | 1er octobre 1890 - 17 avril 1895 |
| Generalleutnant | Moriz von Bomhard                        | 18 avril 1895 - 1er juin 1899    |
| Generalleutnant | Ludwig von Grauvogl                      | 2 juin 1899 - 31 mars 1901       |
| Generalleutnant | Hermann von Haag (de)                    | 1er avril 1901 - 10 juin 1903    |
| Generalleutnant | Luitpold von der Tann-Rathsamhausen (de) | 11 juin 1903 - 9 avril 1905      |
| Generalleutnant | Karl Ferdinand Inama von Sternegg (de)   | 10 avril 1905 - 11 octobre 1906  |
| Generalleutnant | Luitpold von Horn (de)                   | 12 octobre 1906 - 26 mars 1912   |
| Generalleutnant | Gustav von Schoch (de)                   | 27 mars 1912 - 20 avril 1915     |
| Generalleutnant | Nikolaus von Endres (de)                 | 23 avril 1915 - 23 juin 1918     |
| Generalleutnant | Eugen von Clauß (de)                     | 23 juin 1918 - 26 juin 1919      |